# Zimne (szczyt)
Zimne (916 m) – dwuwierzchołkowy szczyt w południowej części Pasma Leluchowskiego, które w polskiej regionalizacji fizycznogeograficznej według Jerzego Kondrackiego zaliczone zostały do Beskidu Sądeckiego, w nowszej regionalizacji z 2018 r. wraz z Górami Lubowelskimi do Pogórza Popradzkiego.
Zimne znajduje się w głównym grzbiecie Pasma Leluchowskiego. Stoki południowo-zachodnie opadają do doliny potoku Dubne (dopływ Smereczka), ze stoków północno-zachodnich spływa potok Zimne. Góra jest całkowicie porośnięta lasem. W górnej części jej północno-wschodnich stoków pomiędzy szczytem Zimne a szczytem Dubne znajduje się rezerwat przyrody Hajnik chroniący naturalny fragment buczyny karpackiej z płatem również naturalnego lasu jodłowego.
Grzbietem Zimnego przebiega granica między miastem Muszyna (stoki zachodnie) a wsią Dubne (stoki wschodnie)- obydwie w województwie małopolskim, w powiecie nowosądeckim, w gminie Muszyna.

## Szlaki turystyczne
– niebieski: Leluchów – Kraczonik – Zimne – Dubne (szczyt) – Przechyby – Garby – Powroźnik. 4 h, ↓ 3:45 h